# 仮面の恐怖王
『仮面の恐怖王』（かめんのきょうふおう）は、月刊娯楽雑誌「少年」（光文社）に1959年に連載された江戸川乱歩作の少年向け推理小説シリーズの一つである。

## 概要
怪人二十面相が「鉄仮面」「道化仮面」「黄金仮面」と様々な仮面をして暗躍する恐怖王として暗躍する物語。
作中でロウ人形館が登場し、世界各国の代表者が集まって戦争を無くす世界会議を模して世界中の有名な政治家がロウ人形が飾られている。世界中の有名な政治家のロウ人形の中には岸信介内閣総理大臣がいたことから、本作は1957年2月以降の話である。

## あらすじ
恐怖王と呼ばれる鉄仮面の男が有馬家から星の宝冠を盗もうとしていると知らせを受けて明智小五郎が駆けつけるが、逆に拉致され囚われの身になってしまう。明智と恐怖王の知恵勝負がはじまる。